# LERF
Im mathematischen Gebiet der Gruppentheorie wird eine Gruppe als LERF (locally extended residually finite, auch: subgroup separable) bezeichnet, wenn es zu jeder endlich erzeugten Untergruppe {\displaystyle H} und jedem nicht in {\displaystyle H} liegenden Element {\displaystyle g} eine Untergruppe von endlichem Index gibt, die {\displaystyle H}, aber nicht {\displaystyle g} enthält.
Der Begriff ist besonders in der niedrig-dimensionalen Topologie von Bedeutung. Dort wird die LERF-Eigenschaft von Fundamentalgruppen typischerweise ausgenutzt, um das Bild einer Immersion zu einer Einbettung in einer geeigneten endlichen Überlegerung zu heben. Im Zusammenhang mit der 2012 von Ian Agol bewiesenen Virtuell Haken Vermutung sind Fundamentalgruppen mit dieser Eigenschaft von Nutzen, weil dann jede zu einer Flächengruppe isomorphe Untergruppe einer in einer endlichen Überlegerung eingebetteten Fläche entspricht.

## Definition
Eine Gruppe ist LERF wenn es zu jeder endlich erzeugten Untergruppe {\displaystyle H\subset G} und jedem {\displaystyle g\in G} einen Homomorphismus
{\displaystyle \phi \colon G\to F}
von {\displaystyle G} auf eine endliche Gruppe {\displaystyle F} gibt, so dass {\displaystyle \phi (h)=e\ \forall h\in H} und {\displaystyle \phi (g)\not =e}.
Eine äquivalente Formulierung ist, dass für jede endlich erzeugte Untergruppe {\displaystyle H} die Gleichung
{\displaystyle H=\bigcap \left\{G^{\prime }\subset G\colon \left[G\colon G^{\prime }\right]<\infty ,H\subset G^{\prime }\right\}}
gilt, es also zu jedem Element {\displaystyle g\not \in H} eine {\displaystyle H}, aber nicht {\displaystyle g}, enthaltende Untergruppe {\displaystyle G^{\prime }\subset G} von endlichem Index gibt.
Eine weitere äquivalente Formulierung ist, dass jede endlich erzeugte Untergruppe abgeschlossen bzgl. der proendlichen Topologie ist.

## Topologische Interpretation
Die Fundamentalgruppe eines CW-Komplexes {\displaystyle X} ist genau dann LERF, wenn gilt:
Für jede Überlagerung {\displaystyle X^{\prime }\to X} mit endlich erzeugter Fundamentalgruppe und jeden endlichen Unterkomplex {\displaystyle \Delta \subset X^{\prime }} gibt es eine von {\displaystyle X^{\prime }} überlagerte endliche Überlagerung {\displaystyle {\hat {X}}\to X}, so dass die Abbildung {\displaystyle \Delta \to {\hat {X}}} eine Einbettung ist.

## Beispiele
- Abelsche Gruppen sind LERF.
- Freie Gruppen sind LERF.[2]
- Flächengruppen und Fundamentalgruppen von Seifert-Faserungen sind LERF.[3]
- Fundamentalgruppen geschlossener hyperbolischer 3-Mannigfaltigkeiten sind LERF.[4]
- Freie Produkte und allgemeiner entlang einer zyklischen Gruppe amalgamierte Produkte von LERF Gruppen sind wieder LERF.[5]
- Limesgruppen sind LERF.[6]

## Eigenschaften
- Gruppen, die LERF sind, sind auch residuell endlich.
- In Gruppen, die LERF sind, ist das Wortproblem lösbar.